# Spelaeornis reptatus
Spelaeornis reptatus là một loài chim trong họ Timaliidae.